# Hampton Open 1976
L'Hampton Open 1976 è stato un torneo di tennis giocato sul sintetico indoor. È stata la 7ª edizione dell'Hampton Grand Prix, che fa parte del Commercial Union Assurance Grand Prix 1976. Si è giocato a Hampton, negli Stati Uniti, dall'8 al 13 marzo 1976.

## Campioni

### Singolare
Jimmy Connors ha battuto in finale  Ilie Năstase con il punteggio di 6–2, 6–2, 6–2

### Doppio
- Doppio non disputato